# Ildebrando III Aldobrandeschi
Ildebrando III Aldobrandeschi (fl. X secolo) è stato un nobile italiano.

## Biografia
Probabilmente figlio di Ildebrando II, è difficile ricostruirne la genealogia a causa delle poche fonti disponibili circa il X secolo. Ildebrando III fu conte e marchese della marca obertenga in luogo di Oberto I, esule in Germania, dopo la morte di Liudolfo nel 957. Gli Aldobrandeschi furono particolarmente legati a Berengario II e questo è forse il motivo dell'assenza di membri della famiglia ai placiti in seguito all'affermazione della dinastia ottoniana; anche nell'ambiente locale toscano, i placiti erano spesso presieduti da Oberto I, a capo di una famiglia rivale.
Ebbe almeno tre figli: il conte Gherardo; Lamberto, sposatosi con una Ermengarda; e Rottilde, andata in moglie al conte Rodolfo di Pisa.
Ildebrando III è ricordato in un documento del 973 con il titolo che ebbe di marchese, ma risulta deceduto già da tempo.